# Chou Feng Liang
Chou Feng Liang (translitera del 周丰哩昂) ( 1921) es un botánico chino, especialista en la familia de Actinidiaceae.
Trabajó en el "Instituto de Botánica", de la Academia China de las Ciencias. En su vida de investigación, identificó y nombró, a noviembre de 2014, 134 nuevas especies de plantas.
- La abreviatura «C.F.Liang» se emplea para indicar a Chou Feng Liang como autoridad en la descripción y clasificación científica de los vegetales.[1]